# Ri Yong-sam
Ri Yong-sam (ur. 22 sierpnia 1972) – północnokoreański zapaśnik w stylu wolnym. Dwukrotny olimpijczyk. Brązowy medalista z Atlanty 1996 i jedenasty w Sydney 2000. Startował w kategorii 57–58 kg.
Zdobył złoty medal na igrzyskach azjatyckich w 1998, a w 2002 zajął trzynaste miejsce. Mistrz Azji w 1992, 1996, 1999 i 2000 roku. Złoto na igrzyskach wojskowych w 1995 i srebro w 1999 roku.